# Булгаков, Фёдор Ильич
Фёдор Ильи́ч Булга́ков (1852, Тим — 1908, Гунгербург) — русский журналист и писатель

, редактор-издатель, искусствовед, художественный критик, историк книгопечатания и древнерусской литературы. Публиковался под псевдонимом Фёдор Змиёв.

## Биография
Родился 21 апреля 1852 года.

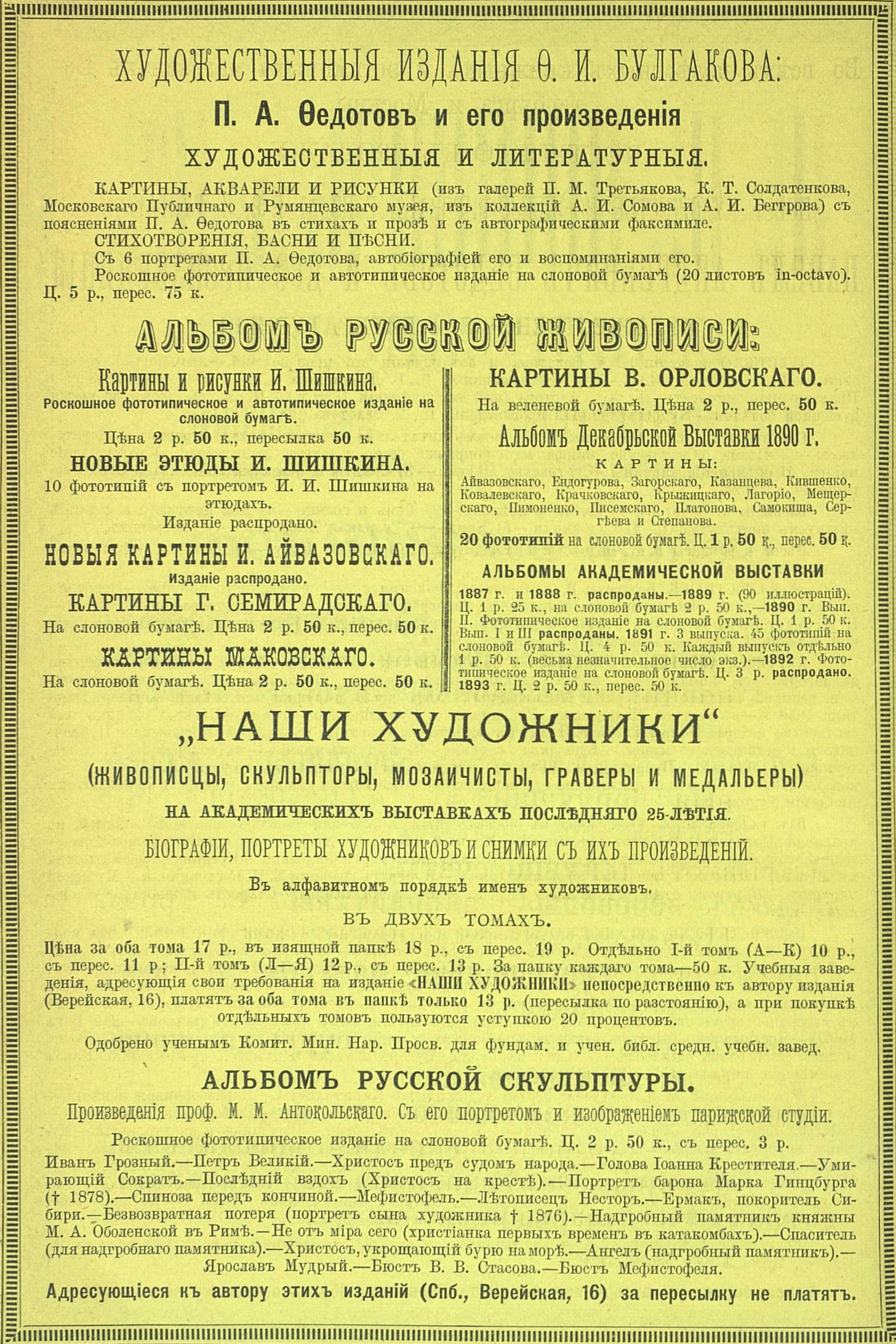
Реклама изданий Булгакова, 1894 год.

Окончил Курскую гимназию; будучи гимназистом, издавал еженедельный рукописный журнал «Сатира». Слушал в 1870-х годах в Петербургском университете лекции на факультете восточных языков
В конце 1870-х годов состоял секретарём комитета иностранной цензуры и Общества любителей древней письменности.
Деятельный сотрудник многих периодических изданий, главным образом «Нового времени» (с 1900 года — ответственный редактор), «Исторического вестника», «Нови», «Артиста» и других. С 1897 года издавал и редактировал «Новый журнал иностранной литературы».
Скончался от сердечного приступа 31 марта (13 апреля) 1908 года в Гунгербурге. Был похоронен на Митрофаниевском кладбище Санкт-Петербурга; могила утрачена.